# Roundhay
Roundhay é um grande e rico subúrbio a nordeste de Leeds, West Yorkshire, Inglaterra. Segundo o Censo do Reino Unido de 2011, havia 22 546 pessoas. Ali foi filmado Roundhay Garden Scene, um dos mais antigos filmes da história, produzido em 1888 por Louis Le Prince.